# Rubengera
Rubengera est une communauté rwandaise appartenant à la commune de Mabanza. C'est la capitale du district de Karongi dans la Province de l'Ouest.  